# Mercato coperto Bessarabia

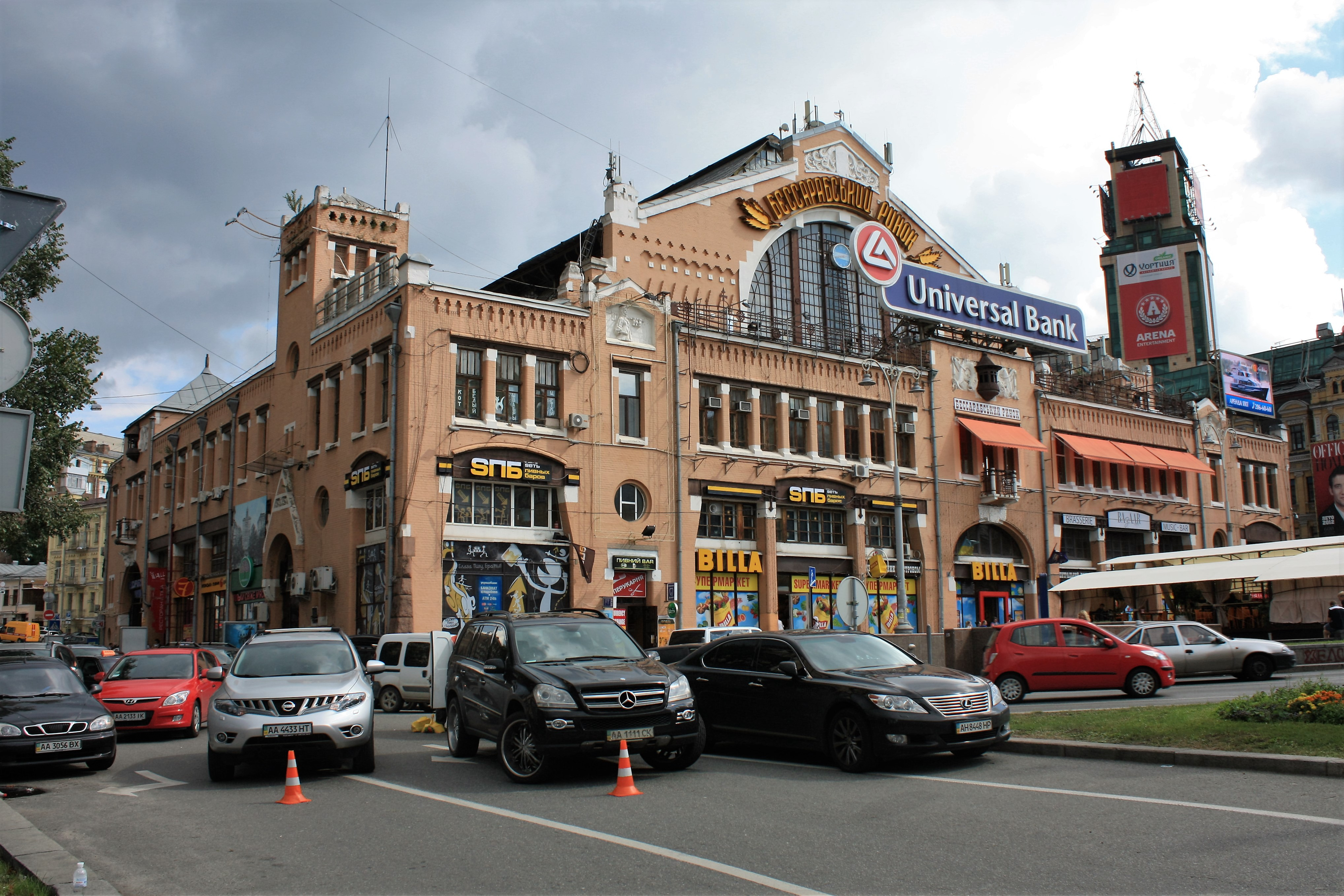
La facciata

Il mercato coperto Bessarabia (in ucraino Бесарабський ринок?, Besarabs'kyj rynok), localmente anche chiamato Besarabka (in ucraino Бесарабка?), è un mercato coperto situato nella piazza omonima nel centro di Kiev, in Ucraina.

## Origine del nome
Il nome deriva da quello della Bessarabia, una regione conquistata dall'Impero russo durante le guerre russo-turche che ora fa parte della zona sudoccidentale del paese, nell'area dell'Oblast' di Odessa.
Secondo alcune fonti il nome fa riferimento ai mercanti della regione della Bessarabia, secondo altre interpretazioni con il nome Bessarabia era individuata un'area povera della città in cui già si trovava un mercato. L'idea di riqualificare la zona edificando un mercato coperto risale al 1873 ma per la realizzazione si dovette attendere un lascito del magnate Lazar Brodsky.

## Storia
L'edificio è stato costruito tra il 1910 e il 1912 su progetto dell'architetto polacco Henryk Julian Gay, la superficie coperta è pari a oltre 800 m².

## Descrizione
La piazza e il mercato si trovano nell'estremo sudoccidentale della principale arteria cittadina, Chreščatyk.